# RAM

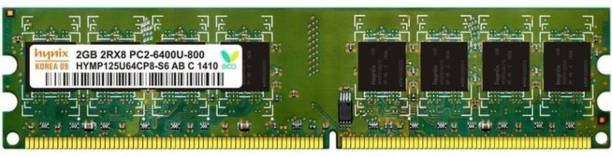
Paměť RAM DDR2

Random-access memory (RAM) je v informatice označení používané pro polovodičové paměti s přímým přístupem umožňující čtení i zápis.
V technické praxi si pod pojmem RAM představíme paměť s následujícími vlastnostmi:
- elektronická polovodičová paměť
- „téměř okamžité“ čtení i zápis jakékoli jednotlivé paměťové buňky
- počet zápisů a čtení není omezený

Paměť RAM si lze představit jako řadu očíslovaných (číslo je adresa buňky) buněk, z nichž každá obsahuje nějakou hodnotu (při velikosti buňky 1 bajt hodnotu 0–255).
Velikost paměti (tj. počet paměťových míst nebo buněk) se nejčastěji udává v bajtech. Paměti současných počítačů, tabletů a chytrých telefonů mají velikost řádu gigabajtů.
Paměť RAM se používá hlavně jako operační paměť počítačů, tj. paměť, v níž jsou uloženy běžící programy (včetně operačního systému) a jejich data. Obsah v současnosti používaných polovodičových RAM se po odpojení napájení vymaže (volatilita); proto data, která mají být zachována, je nutné ukládat na disk nebo do flash paměti, která volatilní není. Kvůli nižší ceně a vyšší paměťové kapacitě se používají paměti dynamické, u kterých jsou informace uchovávány v podobě elektrického náboje v malých kondenzátorech, a které je nutné periodicky obnovovat. Aby nedošlo ke smazání paměti uspaného přenosného počítače, musí být paměť nejen napájena, ale musí být v činnosti obvod, který ji pravidelně obnovuje.

## Terminologie
Zkratka RAM má v angličtině význam random-access memory. Toto slovní spojení se často překládá do češtiny jako „paměť s náhodným přístupem“. Zatímco slovo random má v angličtině význam „dějící se nebo vybraný bez nějakého určitého plánu, cíle nebo vzoru“ (happening or chosen without any definite plan, aim, or pattern), slovo „náhodný“ vzbuzuje v češtině silnější představu nahodilosti než slovo „random“ v angličtině (vracená data nejsou náhodná, ale odpovídají obsahu požadované adresy, požadován však může být obsah libovolné adresy, přitom rychlost přístupu nezávisí na adrese). Proto někteří autoři dávají v češtině přednost spojení „paměť s libovolným přístupem“, „paměť s adresním přístupem“ nebo „paměť s přímým přístupem“.
Význam zkratky RAM popisuje pouze jednu z důležitých vlastností takto označovaných pamětí – možnost přístupu v libovolném pořadí. Proto se lze zvláště ve starší české technické literatuře setkat s označením RWM-RAM, které vychází z původní názvoslovné normy ČSN 36 9001. Zkratka RWM (z anglického Read-Write Memory) znamená, že paměť umožňuje čtení i zápis. Tomuto přístupu nelze upřít systematičnost; opakem RWM je ROM – paměť jen pro čtení; alternativou k RAM je např. SAM – paměť se sekvenčním přístupem nebo CAM – obsahem adresovatelná paměť neboli asociativní paměť.
Firma Intel však používá jednoduché označení RAM od prvních pamětí vyrobených v 70. letech 20. století.
Norma ISO/IEC 2382-12:1988, která byla v roce 1993 přijata jako ČSN a nahradila původní normu ČSN 36 9001, definuje RAM jako zařízení pro čtení a zápis.

## Rozdělení RAM
Podle toho, zda paměť uchovává informace i po vypnutí napájení, dělíme paměti na:
- volatilní – při vypnutí napájení se informace smaže; takto se chovají polovodičové paměti RAM
- nevolatilní – informace vydrží vypnutí napájení; tuto vlastnost mají magnetické paměti (magnetické disky, paměti na tenkých vrstvách a v minulosti používané feritové paměti a bubnové paměti)

Polovodičové paměti RAM jsou rychlejší, ale jsou volatilní a jsou dražší než diskové paměti při přepočtu ceny za jeden bit. Používají se především jako operační paměti počítačů. Slouží tedy k uchování údajů, které počítač potřebuje pro zpracovávání právě prováděné úlohy.
Údaje, které je potřeba uchovat i po vypnutí počítače, musí být uloženy do nevolatilní paměti – obvykle na pevný disk. Jeho nižší rychlost je kompenzována vyšší kapacitou a nezávislostí na napájení.

## Statická a dynamická RAM
Polovodičové paměti RAM rozdělujeme podle technologie uchovávání informace na statické (SRAM, anglicky static RAM) a dynamické (DRAM, anglicky dynamic RAM).

Zapojení paměťové buňky pro 1 bit v paměti SRAM vyrobené technologií CMOS.

U statické RAM (SRAM) je paměťová buňka realizována jako bistabilní klopný obvod. Při použití technologie CMOS má téměř ideální vlastnosti – minimální příkon, velkou šumovou odolnost a krátkou přístupovou dobu. Paměťová buňka se však v provedení CMOS obvykle skládá ze šesti tranzistorů (klopný obvod ze dvou invertorů po dvou tranzistorech a dva další tranzistory pro přístup), což způsobuje mnohem vyšší cenu na bit než u dynamické RAM. Proto se statické RAM používají pouze v nasazeních, kdy je požadována maximální rychlost a vyšší cena není kritická; příkladem je cache mezi procesorem a dynamickou pamětí RAM (označovaná L1, L2, L3), nebo operační paměť výkonných počítačů, kde není cena rozhodující.

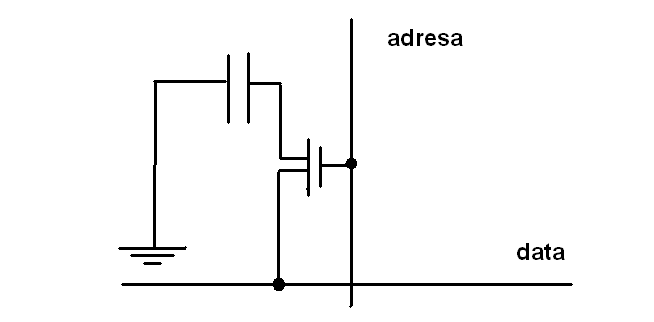
Zapojení paměťové buňky pro 1 bit v paměti DRAM.

Dynamická RAM (DRAM) je levnější a výrobně mnohem jednodušší než SRAM, protože buňky jsou realizovány pomocí parazitních kapacit (jeden tranzistor). Nevýhodou je, že se obsah každé paměťové buňky musí pravidelně obnovovat (anglicky refresh). Obnova, kterou zajišťuje speciální obvod (aby nebyl zbytečně zatěžován procesor), probíhá hromadně po celých řádcích, takže pokles výkonu paměti není dramatický (při obnově není paměť dostupná). Při čtení dochází k vymazání obsahu buňky, obnova proto musí probíhat také po každém čtení (proto je čtení 1,5× delší než zápis). Uchování informace je založeno na fyzikálním principu nabíjení kondenzátoru, konkrétně na parazitní (Müllerově) kapacitě řídícího tranzistoru. Takto vzniklý potenciál, který je ekvivalentní napětí, odpovídá logické 0 nebo 1. Jelikož vlivem svodů (podle svodového odporu) je tento potenciál vybíjen, je nutno obnovování informace v paměťové buňce často opakovat (několik set krát za sekundu). Obnova probíhá tak, že jsou paralelně sejmuty obsahy paměťových buněk na řádku, v budiči zesíleny a opět zapsány na původní místo.
V osobních počítačích se jako vnitřní paměť používají téměř výhradně paměti DRAM.

## Dělení DRAM modulů do počítače

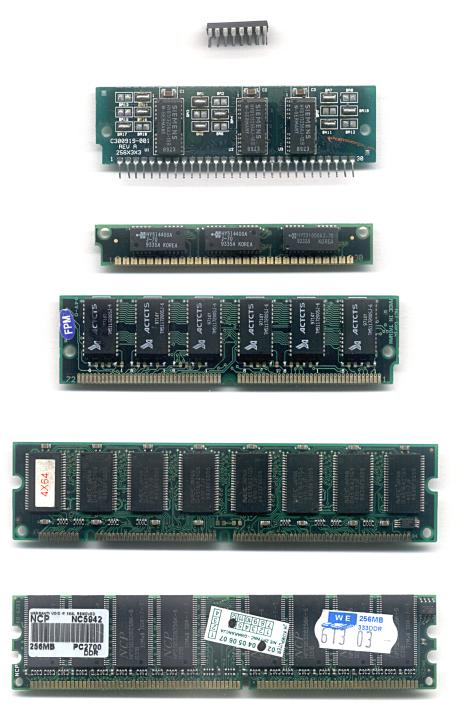
Různé typy pamětí RAM. Odshora: DIP 16-pin, SIPP, SIMM 30-pin, SIMM 72-pin, DIMM, DDR DIMM.

Jaké paměti použijeme se vždy řídí použitou čipovou sadou na základní desce a základní deskou samotnou.
- DIPP, DILL, SIPP
- SIMM – (72pin, 30pin) – (Single Inline Memory Module)
- DIMM – 3,3 V a 5 V – (Dual Inline Memory Module) – Jedná se defakto o dva moduly SIMM integrované na jedné desce. Důvodem je obsazení celé šířky sběrnice.
  - SDR – (Single Data Rate), spíše označovány jako SDRAM (Synchronous Dynamic RAM), starší typ pamětí typu DIMM (3,3 nebo 5 V), 168 pinů, kapacity od 16 MB do 512 MB, rychlost od 66 MHz do 133 MHz (max 200 MHz), dva zářezy jako pojistka. Označení paměti PC100 odpovídá skutečné fyzické frekvenci (100 MHz).
  - DDR – (Double Data Rate) novější typ pamětí typu SDR, 3,3 V, 184 pinů, jen jeden zářez jako pojistka, frekvence 100 až 200 MHz, kapacity od 64 do 2048 MB. Vylepšení je v tom, že přenáší data na náběžné i koncové hraně taktovacího impulsu. Označení paměti DDR400 odpovídá dvojnásobku skutečné fyzické frekvence hodin (200 MHz).
    - DDR2 – novější typ pamětí DDR, podobné jako DDR, frekvence 200 až 533,33 MHz. Nevýhodou DDR2 jsou vyšší časy latence než u DDR. Označení paměti DDR2-800 odpovídá čtyřnásobku skutečné fyzické frekvence hodin (200 MHz).
    - DDR3 – Frekvence sběrnice 400 až 1066,67 MHz. Označení paměti DDR3-1600 odpovídá osminásobné skutečné frekvence hodin (200 MHz)
    - DDR4 – Prodej zahájen v roce 2014 a vytlačení DDR3 bylo očekáváno v roce 2016. Frekvence sběrnice 1066,67 až 2133,33 MHz, až 4266,67 MT/s při 1,05 V. Označení DDR4-3200 odpovídá šestnáctinásobku skutečné frekvence hodin (200 MHz)
    - DDR5 – standard byl zveřejněn 14. července 2020.[10] Nejsou zpětně kompatibilní se staršími moduly kvůli fyzickému provedení konektoru. Moduly mohou mít velikost až 512 GB při vyšší frekvenci než DDR4.
- SO-DIMM – DIMM paměti používané pro notebooky (zmenšená velikost), 72pin nebo 144 a 200 pin, další dělení stejně jako DIMM výše
- RIMM – Rambus DRAM (RDRAM). Oproti DDR DIMMu má jen 16 bitů přenosové šířky, ale zato je výrazně rychleji taktován.

Dnešní rychlé paměti (DDR – DDR5) pracují v jednotkách nanosekund, proto jejich čtení/zápis vyžaduje speciální časování.

## Označení
Když výrobci pamětí přestali s výrobou SDRAM označovaných jako PC100 a PC133, změnili současně i způsob označování rychlosti pamětí. SDRAM měly v označení typu i rychlost. Např. PC100 má 100 MHz vnitřní i vnější frekvenci. Paměti DDR jsou označovány odlišně, takže PC2100 má přenosovou rychlost 2100 MB/s na frekvenci 133 MHz, má ale „double data transfer rate“, což znamená, že se chová jako 266 MHz. PC2700 má 166 MHz frekvenci (333 MHz Front Side Bus) a PC3200 má frekvenci 200 MHz (400 MHz FSB).
Jak bylo uvedeno výše, paměti se označuji marketingově líbivými vysokými hodnotami „frekvencí“. Ve skutečnosti paměti SDR-DDR-DDR2-DDR3-DDR4 stále používají čipy pracující na frekvencích max. 266 MHz (pro špičkové modelové řady). Marketingové označení prakticky vyjadřuje max. teoretickou propustnost pamětí. Nikoliv frekvenci fyzickou – „elektrickou“.